# Katsina (Nigeria)

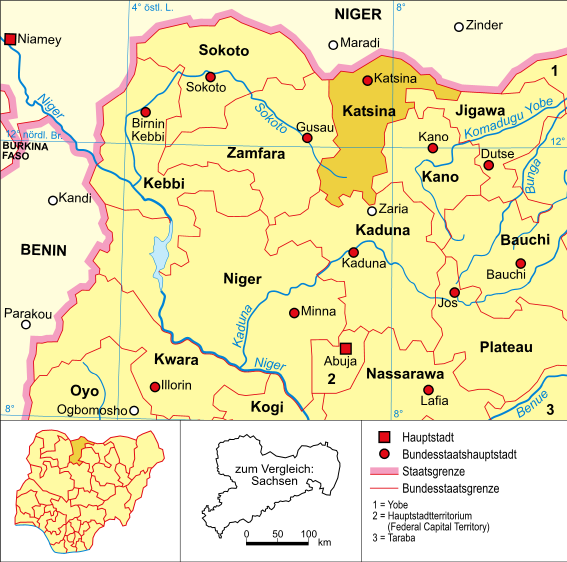
Lage Katsinas in Nigeria

Katsina ist die Hauptstadt des nigerianischen Bundesstaates Katsina. Nach einer Berechnung hatte sie 2006 445.763 Einwohner. Die Stadt liegt im Norden Nigerias in der Nähe zur nigrischen Grenze. Dem inländischen Flugverkehr dient der Flughafen Katsina.

## Geschichte
Seit dem 11. Jahrhundert war Katsina von einer 21 km langen Mauer mit sieben Toren umgeben, von der nur wenige Überreste geblieben sind. Im 14. Jahrhundert wurde die Stadt zu einem Zentrum für islamische Schulen und wie andere nördliche Städte ein Knotenpunkt für den Karawanenhandel. Am Ende des 16. Jahrhunderts löste Katsina Timbuktu als Hauptort des Islam in Westafrika ab und wurde zum Ziel von Immigranten und Islamschülern. Ausgehend von Katsina entstand der Hausastaat Katsina, bis er 1804 vom Kalifat Sokoto unter Usman dan Fodio erobert wurde. 1922 wurde eine Universität gegründet, die viele bedeutende Persönlichkeiten, darunter mehrere Premierminister, besuchten. Das Zentrum Nordnigerias verlagerte sich allerdings immer mehr nach Kaduna, sodass auch der Standort der Universität 1938 dorthin verschoben wurde.

## Veranstaltungen
Das Durbar-Festival ist ein traditionelles Fest mit Paraden von Reitern und Fußsoldaten, das alljährlich zum Fest des Fastenbrechens oder zum Islamischen Opferfest in Katsina und anderen Orten veranstaltet wird.

## Söhne und Töchter der Stadt
- Labo Yari (1942–2023), Schriftsteller
- Umaru Yar’Adua (1951–2010), Politiker und von 2007 bis 2010 Staatspräsident Nigerias
- Okechukwu Godson Azubuike (* 1997), Fußballspieler